# Anders Kastman
Anders Kastman, född 4 september 1777 i Vimmerby stadsförsamling, Kalmar län, död 6 december 1848 i Tjällmo församling, Östergötlands län, var en svensk präst.

## Biografi
Anders Kastman föddes 1777 i Vimmerby. Han var son till handlanden Anders Eriksson och Anna Danielsdotter. Kastman studerade i Vimmerby och Linköping. Han blev höstterminen 1798 student vid Uppsala universitet och prästvigdes 17 december 1802. Kastman blev 9 april 1806 brunnspredikant vid Medevi brunn, 31 juli 1806 domesticus episcopi, 8 juni 1808 vikarierande pastor, 1 maj 1805 vikarierande pastor i Vreta klosters församling och 22 juni 1811 komminister i Tjällmo församling, tillträde 1812. Han avlade 26 februari 1812 pastoralexamen och blev 14 augusti 1816 kyrkoherde i Godegårds församling, tillträdde 1818. Kastman var respondent vid prästmötet 1820 och utnämndes 29 april 1827 till prost. Han blev 14 januari 1829 kyrkoherde i Tjällmo församling, tillträdde 1831. Han avled 1848 i Tjällmo församling.

### Familj
Kastman gifte sig 1 november 1812 med Christina Aschan (1789–1878), dotter till korpralen Samuel Aschan och Maria Månsdotter. De fick tillsammans barnen Christina Lovisa Kastman (1813–1890) som var gift med fältläkaren Carl Jacob Lundborg, Aurora Fredrica Kastman (1818–1908) som var gift med kronolänsmannen Per Gustaf Mönner, Pehr Johan Kastman (1814–1818), Pehr Anton Kastman (1820–1889) och Sophia Carolina Kastman som var gift med kyrkoherden Carl Johan Pålman i Rappestads församling.